# Crown Worldwide Group

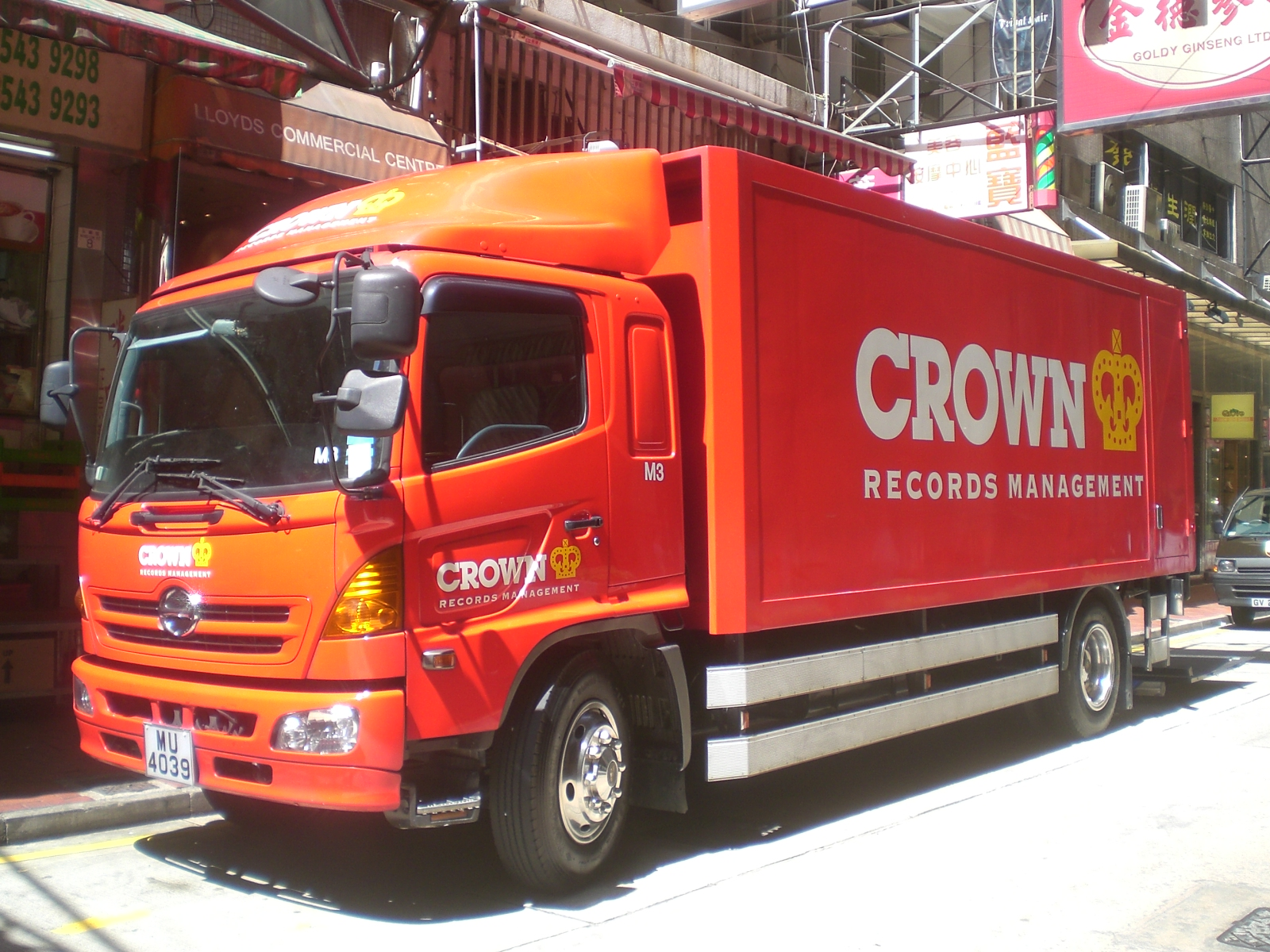
Crown Records Management, LKW in Hongkong

Die Crown Worldwide Group mit Hauptsitz in Hongkong ist ein Logistikunternehmen in privater Hand.

## Geschichte
Das Unternehmen wurde im Februar 1965 vom US-Amerikaner Jim Thompson in Yokohama unter dem Namen Transport Services International gegründet. Das Unternehmen arbeitete für die Streitkräfte der Vereinigten Staaten, welche Personal zwischen den USA und Japan transferierten. Innerhalb der ersten 5 Jahre erreichte das Unternehmen einen Jahresumsatz von 1 Million US-Dollar. Später wurde ein zweiter Standort in Hongkong eröffnet. Nach 1976 eröffnete das Unternehmen weitere Niederlassungen in Asien (Singapur, Indonesien, Malaysia, Philippinen und Taiwan) und expandierte später in weitere Länder in Europa, Afrika, Australien sowie Nord- und Südamerika. Ende der 1970er wurde der Hauptsitz des Unternehmens nach Hongkong verlegt. Jim Thompson ist noch heute Mitglied im Direktorium.
Die Unternehmensgruppe operiert heute, mit einem Jahresumsatz von 721 Millionen Dollar, an 266 Niederlassungen in 54 Ländern und bietet Transport-, Mobilitäts- und Relocation-Dienstleistungen, Logistik und Lagerhaltung an. Zu den Geschäftsbereichen zählen Crown World Mobility, Crown Relocations, Crown Records Management, Crown Fine Art, Crown Logistics sowie Crown Wine Cellars.